# Saurauia blumiana
Saurauia blumiana är en tvåhjärtbladig växtart som beskrevs av John Johannes Joseph Bennett. Saurauia blumiana ingår i släktet Saurauia och familjen Actinidiaceae. Inga underarter finns listade i Catalogue of Life.